# Acantholimon pamiricum
Acantholimon pamiricum är en triftväxtart som beskrevs av Ekaterina Georgiewna Czerniakowska. Acantholimon pamiricum ingår i släktet Acantholimon och familjen triftväxter. Inga underarter finns listade i Catalogue of Life.